# Greczula
Kristofer Niklas Greczula, művésznevén: Greczula (Lösen, Blekinge megye, 1992. február 27. – ) svéd énekes, zeneszerző, a Melodifestivalen döntőse volt 2025-ben.

## Pályafutása
Greczula Karlskrona községben született, ahol édesapja asztaliteniszező volt, és Falkenbergben nőtt fel. Nagyapja Magyarországról emigrált Svédországba. Fiatal korában Greczula maga is asztaliteniszezett, edzett az ifjúsági válogatottal, és három svéd ifjúsági bajnoki címet nyert. Végül felhagyott a sporttal, és iskolai barátaival megalapította a Damn Delicious nevű zenekart. A zenekar később feloszlott, ezt követően pedig Greczula a The Felix nevű rockzenekar tagja volt 2015-ig.
2017-ben Greczula saját zenét kezdett kiadni Kristofer Greczula néven. Első szólóalbuma, a Live and Let Live 2022-ben jelent meg. Ugyanebben az évben fellépett az Allsång på Skansen című műsorban. 2024-ben a művésznevét egyszerűen Greczulára változtatta.
2024. november 26-án jelentette be az SVT, hogy az énekes bejutott az Amanda Nordelius-szal és John Russellel közösen szerzett versenydalával a Melodifestivalen következő évi mezőnyébe. A Believe Me című dalt először a február 15-én rendezett harmadik elődöntőben adta elő Västeråsban, ahol az első helyen továbbjutott a március 8-i döntőbe. Itt 103 pontot sikerült összegyűjtenie (47-et a nemzetközi zsűriktől és 56-ot a nézőktől kapott), mellyel összesítésben a harmadik helyen végzett.

## Diszkográfia

### Albumok
- 2022: Live and Let Live

### Kislemezek
- 2017: You're Not Alone
- 2021: Leaving You for Another
- 2021: Change It (David Bay-jel közösen)
- 2021: Hold My Heart
- 2022: Something Outta Nothing (Blah Blah Blah)
- 2022: Hold Out
- 2022: Stronger
- 2025: Believe Me